# کرایسیس ۳
کرایسیس ۳ (به انگلیسی: Crysis 3) یک بازی ویدئویی در سبک تیراندازی اول شخص است که توسط شرکت آلمانی کرای‌تک ساخته شده و بوسیلهٔ الکترونیک آرتس در سال ۲۰۱۳ برای مایکروسافت ویندوز، پلی‌استیشن ۳، اکس‌باکس ۳۶۰ منتشر شده‌است. این سومین قسمت از سری بازی‌های کرایسیس، و ادامهٔ کرایسیس ۲ در سال ۲۰۱۱ است. اولین تریلر رسمی بازی در ۲۴ آوریل سال ۲۰۱۲ منتشر شده بود.
حوادث کرایسیس ۳ در سال ۲۰۴۷ و در شهر نیویورک رُخ می‌دهد. مانند شماره قبل، شخصیت اصلی بازی آلکاترز است. او به نیویورک که اکنون تقریباً تخریب شده و پوشیده از درخت شده، برگشته‌است؛ ولی با شهری شبیه به یک گنبد نانویی و تحت سلطه نیروهای سل (Cell) مواجه می‌شود. گنبد نانویی، بخشی از طرح و نقشه سل برای سلطه بر دنیا است. بازیکنان در بازی با هر دو نیروی انسانی و فضایی مبارزه می‌کنند.
چوات یرلی مدیر عامل شرکت کرای‌تک در این باره می‌گوید: «کرایسیس ۳ مخلوطی از شوتر سندباکس، مبارزات پیشرفته، و اسلحه‌های مدرن انسانی و فضایی خواهد بود که دوست‌داران سبک شوتر عاشق آن خواهند شد.» ایشان ادامه داد: «به کمک آخرین تکنولوژی‌های به کار رفته در کرای‌انجین ۳، ما توانایی ارائه محیطی با ۷ زمینهٔ مختلف خواهیم داشت که یک تجربه خیره کننده از لحاظ بصری و مرتبط با گیم پلی ارائه خواهد داد.»

## دنباله
یک دنباله با عنوان کرایسیس ۴ در حال حاضر در حال توسعه است و پس از سه سال ساخته می شود و سال ۲۰۲۵میلادی در دسترس خواهد بود